# Polizeiruf 110: Auftrag per Post
Auftrag per Post ist ein deutscher Kriminalfilm von Hans Joachim Hildebrand aus dem Jahr 1981. Der Fernsehfilm erschien als 72. Folge der Filmreihe Polizeiruf 110.

## Handlung
Der Harzer Klempner und Hausmeister Klaus Ahnert erhält per Post aus Berlin die Anleitung zu einem perfekten Diebstahl, der 90.000 Mark einbringen würde. Der anonyme Tippgeber fordert dabei 30.000 Mark als seinen Anteil an der Beute. Klaus Ahnert überredet seinen Bekannten, den Fotografen Werner Brune, bei dem Raub mitzumachen. Brune ziert sich zunächst, willigt dann aber ein, sich „die Sache“ zunächst einmal anzusehen, denn der Plan scheint so einfach wie genial. 
Lohnbuchhalter Herbert Siebert erwacht und bemerkt, dass seine Frau bis zum Morgen wieder nicht nach Hause gekommen ist. Sie hat die Nacht mit Sieberts Kollegen März verbracht. Dass beide ein Verhältnis haben, ist zwar ein offenes Geheimnis, dennoch gibt sie vor, bei einer Freundin gewesen, den letzten Bus verpasst und dann dort übernachtet zu haben. Siebert ist wütend, auch mit seiner Stieftochter Elke kommt es zum Streit.
Auf dem Weg zum Betrieb holt Herbert Siebert 90.000 Mark Lohngelder von der Bank ab, verstaut den Koffer mit dem Geld in seinem Wagen, der dazu über eine spezielle Sicherungsanlage verfügt und geht danach zur Post. Anschließend fährt er zu seinem Wochenendgrundstück, um zu kontrollieren, ob seine Frau die letzte Nacht vielleicht dort war. Als er schließlich mit fast einer Stunde Verspätung im Betrieb ankommt, stellt er fest, dass der Koffer mit dem Geld fehlt. Die rund 50 Sekunden Abwesenheit vom Auto, als er in der Post war, haben offenbar gereicht, den mehrfach gesicherten Geldkoffer zu stehlen. Da dies allen Beteiligten als sehr unwahrscheinlich erscheint, Sieberts Wagen zudem keinerlei Einbruchsspuren aufweist und der leere Koffer wenig später auf dem Wochenendgrundstück der Sieberts gefunden wird, ist Herbert Siebert selbst dringend tatverdächtig und wird verhaftet.
Doch Herbert Siebert bestreitet die Tat vehement und auch Oberleutnant Jürgen Hübner kommen Zweifel, zumal dem überkorrekten Siebert der Diebstahl höchst unangenehm ist. Da Siebert die Tat nicht nachzuweisen ist, wird er freigelassen. Die Ermittler haben keinen konkreten Anhaltspunkt und verdächtigen deshalb auch Herberts Frau und ihren Liebhaber. Beide haben jedoch ein Alibi für die Tatzeit.
Inzwischen sind Ahnert und Brune aus Berlin zurückgekehrt. Sie teilen die gut 90.000 Mark in drei Teile, einen Teil bekommt Brune, zwei Teile behält Ahnert. Von diesen versteckt Ahnert „seinen“ Anteil und hält die anderen 30.000 Mark für die Übergabe an den anonymen Tippgeber bereit.
Jürgen Hübner kann schließlich den Tathergang rekonstruieren: Die Täter müssen einen zweiten Wagen so umgebaut haben, dass er dem von Herbert Siebert zum Verwechseln gleicht. Jürgen Hübner testet seine Annahme mit Leutnant Sabine Berghoff. Diese kommt, so wie Siebert, mit einem Koffer aus der Bank, legt diesen in den Kofferraum und geht weiter zur Post. Während sie in der Bank war, wurde allerdings ihr Wagen durch einen genau gleichen – einschließlich gleicher Schlösser und Kennzeichen – ausgetauscht. Den Koffer hat sie folglich nicht in ihren, sondern in den anderen Wagen gelegt. Während ihres Ganges zur Post werden die Wagen wieder zurück getauscht. Leutnant Berghoff bemerkt diese Verwechselung nicht. Diese wird ihr erst klar, als Hübner ihr beide Wagen nebeneinander präsentiert und zeigt, dass sie den Koffer nur vermeintlich in ihren, tatsächlich aber in den anderen Wagen gelegt hat.
Herbert Siebert hat sich nach seiner Haftentlassung in sein Wochenendhaus zurückgezogen. Wütend zerschlägt er ein Foto seiner Frau, findet dabei hinter dem Rahmen eine getrocknete Blume und das Firmenschild eines Fotografen aus Quedlinburg, bei dem es sich um Werner Brune handelt. Herbert Siebert sucht ihn auf und lässt sich fotografieren. Brune erkennt Siebert, lässt sich jedoch außer einem unverbindlichen Lächeln nichts anmerken. Er berichtet anschließend Ahnert davon, dass Siebert bei ihm war. Ahnert versteckt den Teil des Geldes für den anonymen Tippgeber in der Baumannshöhle in Rübeland während einer Theatervorstellung. Abends kehrt dieser gemeinsam mit Leutnant Kretschmar, der von Hübner über den Fall informiert wurde, in eine Gaststätte ein. Dort sieht ihn Klaus Ahnert. Ahnert hält Siebert für den anonymen Auftraggeber. Als sich Leutnant Kretschmar für einen Moment vom Tisch entfernt, spricht Ahnert Siebert an und fragt ihn, ob alles in Ordnung sei. Doch Siebert reagiert irritiert. Leutnant Kretschmar, der dies unbemerkt beobachtet hat, folgt Ahnert und entdeckt in dessen Garage einen Wagen, der dem von Siebert gleicht. Bei einer genaueren Untersuchung des Wagens wird Kretschmar von Ahnert niedergeschlagen.
Wenig später sehen sich beide auf der Polizeidienststelle wieder. Bei Ahnert wurden inzwischen die ausgebauten Original-Wagenschlösser und Nummernschilder mit Sieberts Autokennzeichen gefunden. Darauf gibt Klaus Ahnert den Raub zu und führt die Ermittler zum Versteck „seines“ Anteils vom geraubten Geld, der jedoch verschwunden ist. Den Anteil für den anonymen Tippgeber hatte Klaus bereits einige Zeit vorher anonym übergeben.
Renate Siebert spricht sich mit ihrem Mann aus. Sie berichtet ihm, dass Brune, mit dem sie einst ein Verhältnis hatte, der Vater ihrer Tochter Elke ist. Sie sieht nun ein, dass sie Brune womöglich zu viel von Herbert und seinen Gewohnheiten berichtet hat. Einen Tag lang durfte Brune sogar das Auto der Familie nutzen. Renate hat all das auch der Polizei mitgeteilt, die Brune nun vorlädt. Am Ende stellt sich heraus, dass Brune der anonyme Tippgeber war. Er hat nicht nur die 30.000 Mark als Tippgeber und „seinen“ Anteil an der Beute an sich genommen, sondern auch das übrige Geld aus dem von Klaus Ahnert angelegten Versteck gestohlen. Beide Männer werden festgenommen.

## Produktion
Auftrag per Post wurde vom 4. August bis 30. September 1980 unter dem Arbeitstitel Anhänger gesucht in Berlin, Quedlinburg, Rübeland und Stolberg gedreht. Der Drehort der Wohnung Siebert befindet sich in Berlin-Prenzlauer Berg, Sodtkestraße 19. Als Drehort der Bank fungierte die Berliner Volksbank, Filiale Simplonstraße, Berlin-Friedrichshain, Simplonstraße 10. Drehort für die Arbeitsstelle Sieberts war der VEB Berliner Aufzug- und Fahrtreppenbau, Berlin-Mitte, Chausseestraße 35. Das Hotel in Stolberg, in dem Herbert Siebert übernachtet, ist das Hotel "Zum Bürgergarten". Die aufgezeichnete Theatervorstellung war das Stück Der Widerspenstigen Zähmung (4. Akt, 3. Szene) der Höhlenfestspiele Rübeland/Harz der Städtischen Bühnen Quedlinburg (die Eintrittskarte im Fotobilderrahmen des Porträts von Frau Siebert sowie das Plakat im Geschäft des Fotografen Brune sind vermutlich aus einem früheren Jahr). Die Kostüme des Films schuf Helga Alschner, die Filmbauten stammen von Hans-Joachim Hölzel. Der Film erlebte am 8. Juni 1981 im 1. Programm des Fernsehens der DDR seine Premiere. Die Zuschauerbeteiligung lag bei 54,1 Prozent.
Es war die 72. Folge der Filmreihe Polizeiruf 110. Oberleutnant Jürgen Hübner ermittelte in seinem 32. Fall. Nach Heidemarie Göbel war es der zweite und letzte Polizeiruf, in dem Bettina Mahr als Leutnant Sabine Berghoff ermittelte.